# Bulbophyllum kautskyi
Bulbophyllum kautskyi é uma espécie de orquídea (família Orchidaceae) pertencente ao gênero Bulbophyllum. Foi descrita por Antonio Luiz Vieira Toscano em 2000.